# У Дуньи
У Дуньи́ (кит. трад. 吳敦義, пиньинь Wú Dūnyì) — тайваньский политик, председатель (2017—2020) партии Гоминьдан, премьер-министр Китайской Республики (2009—2012), вице-президент Китайской республики (2012—2016).

## Биография
Родился 30 января 1948 года в посёлке Цаотунь уезда Тайчжун (сейчас это место находится на территории уезда Наньтоу). В 1970 году получил в Национальном университете Тайваня степень бакалавра гуманитарных наук по истории. Женат, у него три сына и одна дочь.

## Карьера
У Дуньи был назначен мэром города Гаосюн в 1990 году и пробыл на этом посту до 1994 года, а затем был переизбран ещё на четыре года. С 2007 года У является генеральным секретарём партии Гоминьдан.
8 сентября 2009 года ввиду скорой отставки действующего на тот момент премьер-министра Лю Чжаосюаня, У Дуньи был назначен ему в замену. 10 сентября Лю и весь его кабинет вышли в отставку и в тот же день, У Дуньи занял пост премьер-министра республики.
На президентских выборах 2012 баллотировался на пост вице-президента Китайской республики в паре с президентом Ма Инцзю, после победы на выборах вступил в должность 20 мая 2012.

## Ранняя политическая карьера
В 1973 году в возрасте 25 лет он был назначен на должность в городском совете Тайбэя, став самым молодым членом совета. Находясь в офисе, он был решительно настроен на работу с высокими стандартами добросовестности. Для некоторых коррумпированных чиновников он утверждал, что нарушение закона еще хуже, чем сама коррупция. Далее он добавил, что хотя коррупция и нарушает закон, тем не менее закон остается в силе. Но если кто-то публично и безнаказанно манипулирует законом, закон умирает. Ву проработал в совете восемь лет. Во время своего пребывания в совете он также все еще работал автором передовой статьи в China Times выражая свое мнение и мысли по текущим политическим вопросам.
После службы в городском совете Тайбэя Ву провел успешную кампанию за магистрат округа Наньтоу. Он был избран на два срока с 1981 по 1989 год. 
Он был назначен мэром Гаосюна в 1990 году. Ву был избран прямым голосованием на второй срок, но проиграл переизбрание Фрэнку Се в 1998 году. В 2001 году Ву впервые был избран в Законодательный Юань, после чего дважды переизбирался 2004 и 2008 гг.

## Генеральный секретарь Гоминьдана
С 2007 по 2009 год Ву был генеральным секретарем Гоминьдана.

### Визит в материковый Китай в 2009 г.
В мае 2009 года Ву уехал в материковый Китай с 8-дневным визитом. Его сопровождали три высокопоставленных члена Гоминьдана: У Бо-сюн, Линь Фон-чэн и Джон Чан. Ван И, директор Управления по делам Тайваня, приветствовал делегацию по прибытии в Пекин.
Делегации посетили несколько городов. В Пекине они посетили Дом Гуандун-Гуанси, где Сунь Ятсен был избран председателем Гоминьдана в 1912 году. В Ханчжоу они посетили храм Манао, где находится музей Лянь Хэна. В Нанкине они посетили мавзолей Сунь Ятсена. А в Чунцине они посетили празднование Тайваньской недели, организованное тайваньскими бизнесменами, ведущими бизнес в материковом Китае. 

## Премьер-лига ОКР

### Назначение премьер-министра
Ву был назначен преемником Лю Чжаосюань на посту премьер-министра Китайской Республики 8 сентября 2009 года президентом Ма Ин-цзю. Лю и его кабинет в массовом порядке ушли в отставку 10 сентября, чтобы взять на себя ответственность за ущерб, причиненный тайфуном Моракот, и Ву сменил этот пост в тот же день. Ву был назначен на эту должность благодаря своему богатому партийному и административному опыту. Ву провел свою первую ночь в качестве премьер-министра в Гаосюне, где он посетил выживших после тайфуна Моракот в их временных убежищах в Военной академии Китайской Республики в районе Фэншань. 

### Президентские выборы Китайской республики 2012 г.
19 июня 2011 года Ма Ин-цзю объявил, что он и Ву сформируют список Гоминьдана на президентских выборах 2012 года, поскольку действующий вице-президент Винсент Сью решил не баллотироваться на переизбрание. Ма и Ву победили на выборах, набрав 51,6% голосов, и заняли свои должности 20 мая 2012 г. 

### Азиатский форум Боао, 2012 г.
1—2 апреля 2012 г. избранный вице-президент Китайской республики Ву в качестве главного советника Фонда общего рынка между двумя сторонами пролива принял участие в Боаоском азиатском форуме 2012 г. в Хайкоу, Хайнань. Ву представлял Тайвань на форуме как «китайский Тайвань». На форуме Ву встретился с вице-премьером КНР Ли Кэцяном, на котором они оба согласились рассмотреть различные вопросы по обе стороны пролива. Во время посещения фруктовой фермы во время форума Ву сказал, что позаботится о китайских компаниях, ведущих бизнес на Тайване. Он добавил, что приложит все усилия, чтобы помочь всем китайцам, желающим инвестировать в Тайвань. 

## Вице-президент ОКР

### Инцидент со стрельбой тайваньского рыбака
После инцидента со стрельбой тайваньского рыбака филиппинским правительственным судном 9 мая 2013 года в спорных водах Южно-Китайского моря, выступая на семинаре в Лунтане, Ву выразил надежду, что Тайвань и Филиппины смогут урегулировать свой морской территориальный спор, и пожелал, чтобы все стороны участники могут работать вместе для достижения мирной инициативы в Восточно-Китайском море, предложенной президентом Ма Инцзю в августе 2012 года, для совместной разведки и разработки ресурсов в районе моря, поскольку этот продолжающийся спор препятствует разработке морских ресурсов. 

## Председательство Гоминьдана
9 января 2017 года Ву объявил о своей кандидатуре на выборах председателя Гоминьдана в 2017 году в Международном конференц-центре больницы Национального Тайваньского университета на мероприятии, на котором присутствовали бывшие и нынешние законодатели Гоминьдана. Он был третьим человеком после Хау Лунпиня и действующего председателя Хун Сючу, выдвинувшим свою кандидатуру на эту должность. Ву победил на выборах 20 мая и получил поздравительное письмо от генерального секретаря Коммунистической партии Китая Си Цзиньпина. В ответ Ву подчеркнул Консенсус 1992 года и выразил намерение установить мир через Тайваньский пролив. 
После поражения Хань Го-юй на президентских выборах на Тайване в 2020 году У ушел с поста председателя Гоминьдана 15 января 2020 года. 